# Camponotus echinoploides
Camponotus echinoploides é uma espécie de inseto do gênero Camponotus, pertencente à família Formicidae.